# 金雄権
金 雄権（キム・ウングォン、朝鮮語: 김웅권/金雄權、1897年6月16日 - 1961年2月25日）は、日本統治時代の朝鮮の独立運動家、大韓民国の政治家。制憲韓国国会議員。
本貫は羅州金氏。号は石泉（ソクチョン、석천）。

## 経歴
京畿道坡州郡出身。京城培材学校卒。之江大学を経て、滬江大学（現・上海理工大学）卒。出身地の坡州で三・一万歳運動を主導した後、上海に亡命し独立運動家として活動し、大韓民国臨時政府連通制調査員を務めた。帰国後は鉱業を営んだ後、朝鮮少年団創立者・専務理事、李範奭系の朝鮮民族青年団常務理事・本部総務部長、朝鮮日報創刊参加者、制憲国会議員、国会外務国防委員会国防分科委員などを務めた。1969年に国民勲章無窮花章が追叙された。